# Dornier Seastar
Die Dornier Seastar („Seestern“) ist ein zweimotoriges Amphibienflugzeug des deutsch-chinesischen Herstellers Dornier Seawings. Das Flugzeug verfügt über Kurzstart- und -landeeigenschaften (STOL). In seiner Fluggastversion ist es für zwei Piloten und 12 Passagiere (oder einen Piloten und 9 Passagiere) ausgelegt. Wesentliche Grundprinzipien seiner Konzeption wurden von der bereits in den 1920er Jahren erfolgreichen Dornier-Wal-Baureihe übernommen und fortentwickelt; so findet sich bei dieser Maschine die Hochdeckerbauweise mit zusätzlichen untenliegenden Stummelflügeln ebenso wieder wie die Tandemanordnung der beiden Motoren.

## Entwicklung

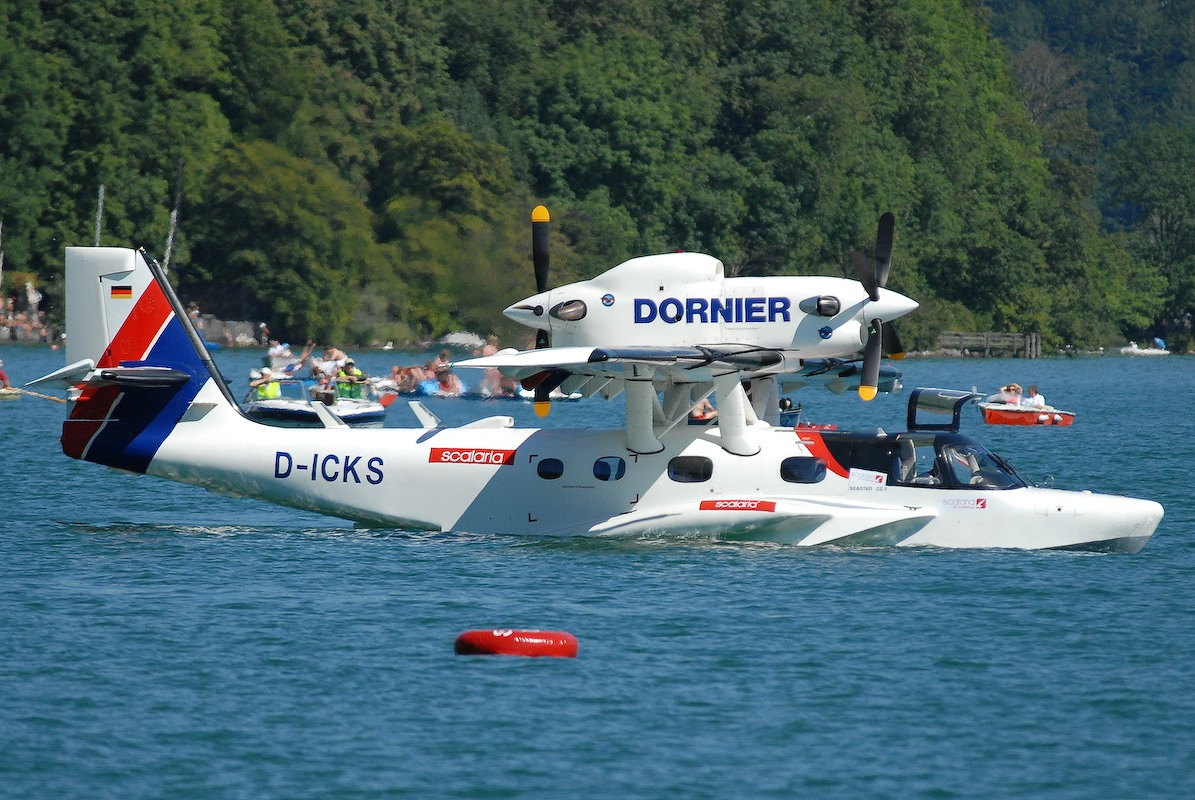
Eine Dornier Seastar bei der Air-Challenge 2008 am Wolfgangsee

In den frühen 1980er-Jahren entwickelte Claudius Dornier jr. ein Mehrzweckamphibienflugzeug, das ohne Spezialausrüstung von Graspisten sowie von Wasser-, Schnee- und Eisflächen aus eingesetzt werden kann. Der Erstflug des Versuchsmusters VT-01 (auch als PT-01 bezeichnet) fand im August 1984 statt. Um Zeit und Kosten bei der Flugerprobung zu sparen, war diese Maschine mit den Metalltragflächen der Do 28 ausgerüstet.
Claudius Dornier war der älteste Sohn von Claude Dornier und fühlte sich auch nach dem Ausscheiden als Vorsitzender des Vorstandes der Dornier-Werke Ende 1981 dem Vermächtnis des Vaters – Wasserflugzeuge zu bauen – stark verpflichtet. Zuerst wurde das Projekt innerhalb der Dornier-Werke auf seine Rechnung entwickelt. 1985 – nach der Übernahme der Dornier-Werke durch Daimler-Benz – gründete er ein eigenes Unternehmen, die Claudius Dornier Seastar GmbH & Co KG, die das Projekt weiterführte.
Die Musterzulassung wurde im Oktober 1990 vom Luftfahrt-Bundesamt und im Juni 1991 vom amerikanischen Verkehrsministerium (US DoT, FAA) erteilt. Zu diesem Zeitpunkt bestanden zwei feste Kaufaufträge, fünf Optionen und 72 Bestellungen. Jedoch stellte das Bundeswirtschaftsministerium die benötigten Förderungen ein, so dass das Programm durch Conrado Dornier, Sohn von Claudius Dornier, der es 1986 nach dem Tode seines Vaters in sein Unternehmen Dornier Composite Aircraft GmbH & Co KG übernommen hatte, in Deutschland auf Eis gelegt wurde. Um die geschaffene Technologiebasis zu sichern, gründete Conrado Dornier 1991 die Dornier Seastar GmbH & Co. KG, die 2001 in der Dornier Seawings AG aufging. Mit dem Ziel der Realisierung des Seastar-Programms wurde ein Prototyp flugfähig gehalten und weiterentwickelt.
Abweichend von den früheren Plänen, die eine Zusammenarbeit mit kanadischen oder US-amerikanischen Firmen vorsahen, erfolgte im Jahr 2013 der Zusammenschluss des Dornier-Familienunternehmens als Minderheitsanteilnehmer mit zwei chinesischen Staatsfirmen aus Wuxi zu einem Joint Venture unter dem Namen Dornier Seawings GmbH. Nach mehreren Verzögerungen erfolgte am 28. März 2020 schließlich der Erstflug eines neuen, wesentlich verbesserten Prototyps vom Flugplatz Oberpfaffenhofen. An diesem insgesamt dritten Prototypen wurden in der Folgezeit weitere Verbesserungen vorgenommen, wodurch unter anderem die Lärmbelastung wesentlich reduziert werden konnte. Inzwischen ist ein weiterer Prototyp in Einzelteilen vorhanden; die Serienreife ist für 2025 geplant. Die Montage soll in zwei Produktionslinien stattfinden, eine in Oberpfaffenhofen und eine in China, wo jetzt schon zahlreiche Einzelteile produziert werden. Als Basispreis werden etwa sieben Millionen Euro veranschlagt.

## Technische Auslegung
Bewährte Prinzipien der früheren Dornier-Flugboote und moderne Technologie sind im Seastar vereint:
- Der Rumpf besteht größtenteils aus faserverstärktem Kunststoff. Um eine gegen Korrosion durch Meerwasser sehr beständige Zelle zu erhalten, ist diese weitgehend aus glasfaser- und kohlenstofffaserverstärktem Epoxydharz hergestellt. Bereits zu Programmbeginn konnte eine Lebensdauer der Flugzeugzelle von 30.000 Flugstunden nachgewiesen werden. Der Rumpfboden ist bootförmig ausgearbeitet.
- An dem um eine Stufe nach oben gezogenen Rumpf sind – wie bei Dornier-Flugbooten seit den 1920er Jahren traditionell üblich – zwei seitliche Stabilisierungsstummel (engl.: „sponsons“) angebracht, die gute Seegängigkeit garantieren und zudem hervorragende Ein- und Ausstiegsmöglichkeiten auf See gewährleisten; im Gegensatz zu früheren Dornier-Mustern dienen sie indes nicht zur Tragwerkstabilisierung. In den Flügelstummeln sind auch die Tanks integriert.

- Der Seastar ist ein halb freitragender Schirmhochdecker, dessen Tragwerk abgestrebt ist. Die beiden Pratt & Whitney-Triebwerke sind in Tandemanordnung mit je einem Druck- und Zugpropeller aufgesetzt. Diese sonst eher ungewöhnliche, aber wiederum für Dornier-Flugboote typische Anordnung sichert zuverlässiges Flugverhalten bei jeder Witterung und auch beim Ausfall eines Triebwerks, da kein asymmetrischer Schub beim Einmotorenflug entsteht. Es ist überdies möglich, zur Kraftstoffersparnis gezielt mit nur einem Triebwerk zu fliegen, wobei dann immer noch 65 Prozent der maximalen Dauerleistung zur Verfügung stehen.
- Das Flugzeug verfügt über gute Kurzstart- und Landeeigenschaften. Als Mindestgeschwindigkeit (Abreißgeschwindigkeit, „stall speed“) werden werksseitig 129 km/h (65 Knoten) angegeben.
- Auf das bei früheren Prototypen verwendete herkömmliche Steuerruder wurde bei der neuesten Version zugunsten eines kleinen Heckstrahlruders verzichtet, das vollständige Wendungen im Wasser auf der Stelle möglich macht und damit z. B. Anlegemanöver wesentlich erleichtert.

- Das freitragende Leitwerk entspricht der Normalbauweise und beinhaltet ein sehr hoch gesetztes Höhenleitwerk in Kreuzkonfiguration.

- Das einziehbare Fahrwerk befindet sich im Rumpf und in den Wurzeln der beiden Flügelstummel. Das einfach bereifte Bugrad befindet sich im Rumpfbug, die einfach bereiften Hauptfahrwerksbeine in den Stummeln. Das Flugzeug ist so in der Lage, über Rampen vom Wasser zu Lande bzw. umgekehrt zu gelangen.
- Die Betriebskosten der Maschine liegen bei weniger als der Hälfte derer von vergleichbaren Hubschraubern, wobei zugleich längere Einsatzzeiten, eine größere Reichweite, eine höhere Verfügbarkeit und ein höheres Sicherheitsniveau geltend gemacht werden.

## Einsatzmöglichkeiten
Bei der Entwicklung legte Dornier, der Tradition entsprechend, großen Wert auf die vielseitige Verwendbarkeit des Musters. Kombiniert werden die Einsatzmöglichkeiten eines Landflugzeuges mit denen eines Seeflugzeuges auf dem Kostenniveau eines konventionellen Landflugzeuges. Als mögliche Einsatzmöglichkeiten nennt der Hersteller:
- Passagiertransport
- Tourismus
- Geschäftsreise- und Privatflüge
- Überwachungsflüge (Umweltschutz, Küstenschutz, hoheitliche Aufgaben)
- Shuttleverkehr zwischen Häfen, Flughäfen, Schiffen, Inseln und Küstenorten
- Such- und Rettungsflüge (SAR)
- Ambulanzflüge
- Katastrophenschutz/Notfalleinsätze
- Forschungseinsätze/Postdienste
- Medieneinsätze (Film, Fernsehen)
- Seeraumüberwachung im Zoll und Grenzschutz
- Einsätze zur Versorgung von Ölbohrplattformen
- Mannschaftstransporte, Versorgung von Küsten- und Inselregionen
- Frachttransport

## Technische Daten
| Kenngröße       | Daten                       |
| --------------- | --------------------------- |
| Besatzung       | 2                           |
| Passagiere      | 0–12 (nach Werksangaben: 9) |
| Länge           | 12,70 m                     |
| Spannweite      | 17,74 m                     |
| Höhe            | 4,73 m                      |
| Flügelfläche    | 30,60 m²                    |
| Flügelstreckung | 10,3                        |
| Nutzlast        | 1300 kg                     |
| max. Startmasse | 5100 kg                     |

### Antrieb
- Anzahl: 2
- Typ: Propellerturbinentriebwerk
- Modell: Pratt & Whitney Canada PT6A-135A
- Startleistung: 2 × 650 PS (ca. 480 kW)
- Reiseleistung: 2 × 500 PS (ca. 370 kW)

### Leistung
- Max. Reisegeschwindigkeit: 335 km/h
- Reisegeschwindigkeit bei einmotorigem Flug: 282 km/h
- Steigleistung: 1300 ft/min
- Steigleistung bei einmotorigem Flug: 510 ft/min
- Max. Reichweite: 1667 km / 900 nm

## Produktionsliste
| Seriennummer | Bezeichnung | Kennzeichen | Erstflug      | Verbleib |
| ------------ | ----------- | ----------- | ------------- | --- |
| 1001         | CD 2-01     | D-ICDS      | 1987          | Nicht mehr flugfähiger Prototyp, abgestellt in Oberpfaffenhofen                                                                      |
| 1002         | CD2         | D-ISEA      | 1989          | Flugfähiges Demonstrationsflugzeug der Dornier Seawings GmbH mit IFR-Einzelstückzulassung                                            |
| 1003         | CD2         | D-IDSW      | 2020          | Substanziell verbesserte Version der älteren Seastars                                                                                |
| 1004         | CD2         | D-IDSG      | 22. März 2024 | Herbst 2024 erfolgreiche Wassertest-Kampagne in Notodden, Norwegen, auch zur Vorbereitung der Erlangung der EASA CS23 Zertifizierung |

Ferner wurde ein nicht mehr existierender Proof-of-concept-Prototyp CD 1 gebaut, der in der Anfangserprobung zum Festigkeitsnachweis der GfK-Rumpfstruktur eingesetzt wurde.